# 13052 Las Casas
A 13052 Las Casas (ideiglenes jelöléssel 1990 SN8) a Naprendszer kisbolygóövében található aszteroida. Eric Walter Elst fedezte fel 1990. szeptember 22-én.